# Rozbijemy zabawę
Rozbijemy Zabawę (tradução para o português: Nós Iremos Estragar a Festa) é um curta-metragem de 1957, escrito e dirigido pelo cineasta Roman Polanski.
De acordo com o próprio Roman Polanski, através de sua autobiografia, o filme foi uma façanha fantástica que quase fez com que ele fosse expulso da escola de cinema de Łódź, na Polônia.
Para a gravação do curta-metragem, Polanski convidou uns "briguentos" para ir a uma dança na escola e começar a quebrar tudo. Enquanto a banda tocava "When the Saints Go Marching In", alguns estudentes estavam realmente brigando. O título irônico e alternativo para o curta é "Estragando a Dança".